# 화정중학교
화정중학교(花井中學校)는 대한민국 경기도 고양시 덕양구 화정동에 있는 공립 중학교이다.

## 학교 연혁
- 1994년 7월 15일 : 화정중학교 30학급 설립 인가
- 1995년 11월 1일 : 초대 장호순 교장 취임
- 1995년 11월 1일 : 화정중학교 개교
- 1997년 2월 15일 : 제1회 졸업식(137명 졸업)
- 2003년 12월 15일 : 신관(교실 9), 소강당(예지관) 준공
- 2012년 3월 1일 : 36학급 편성
- 2019년 3월 1일 : 제8대 김정현 교장 취임
- 2020년 1월 3일 : 제24회 졸업식 (265명, 연 10,217명)
- 2020년 12월 31일 : 졸업식 (246명)
- 2021년 3월 2일 : 입학식(249명)
- 2023년 3월 2일 : 입학식
- 2025년 1월 7일 : 졸업식

## 참고 자료
- 화정중학교 - 한국교육학술정보원 학교알리미